# 법의 정신

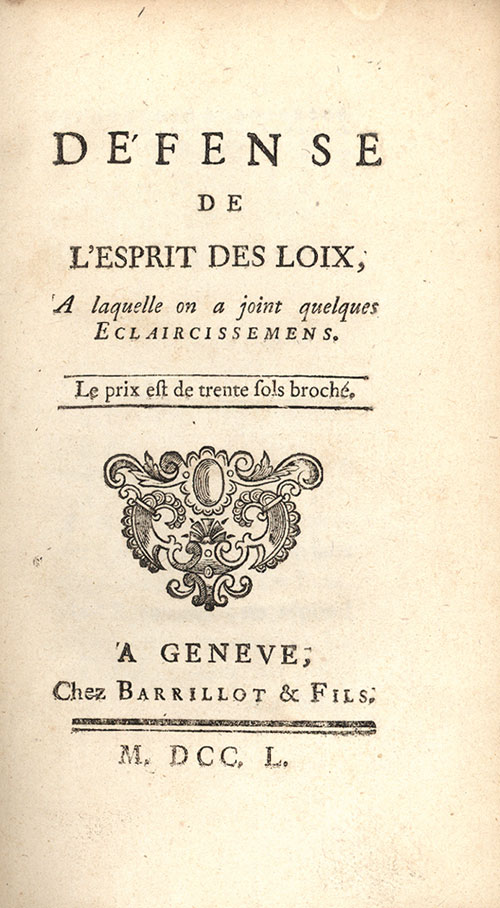
법의 정신

법의 정신(프랑스어: De l'esprit des lois)은 몽테스키외의 저서이다. 이 책에서 삼권분립이 주장되었으며, 세계 최초의 삼권분립 국가 미국의 건국은 이 책의 영향을 크게 받았다.  원래 권력분립은 고대 그리스의 정치인이자 역사가인 폴리비오스가 히스토리아에서 정체순환론과 관련하여 언급한 것이 있는데, 몽테스키외의 법의 정신은 폴리비오스의 영향을 받은 것이다. 교황청은 1751년 《법의 정신》을 금서 목록에 올려 금서로 지정하였다.
몽테스키외 자신이 집필 준비에 약 20년의 세월을 필요로 했다고 말하는 점으로 보아, 1728년부터 31년에 걸친 3년간의 해외 여행도 당시의 유럽 여러 나라의 사정을 실지로 견문함으로써 본서 집필의 기초를 형성한 것이 된다. 그 후 고대에서 근세에 이르는 세계 각국의 서적 1만 권을 읽고, 사료·법전집을 찾았으며, 수많은 해외 여행기를 독파하였다. 본서의 대상은 문자 그대로 세계사적이다.
전체는 31편으로 되었는데, 그것을 어떻게 통일적으로 이해할 것인가에 대해서는 여러 의론이 있다. 그러나 먼저(제1-8편) 군주제·공화제(민주제와 귀족제를 포함)·전제라는 3가지 정체(政體)의 유지와 부패의 문제가, 정체의 본성(누가 어떻게 권력을 보유하고 행사하는가)과 원리(각 정체에 바람직한 국민의 활동 원리)와의 관계에서 고찰되고, 이어(제9-13편) 외부에 대해서 방어와 공격에 의하여 수호되어야 할 국가는 국내에 있어서 정치적 자유를 실현해야 된다는 것이 설명되었으며, 나아가서(제14-19편) 정치적 자유가 부정된 상태가 고찰된다. 다음으로 정치적 자유와 함께 국가가 추구하여야 할 적극적인 목적으로서 국민의 번영과(제20-23편) 종교와의 관련에서 시민의 복리(제24-26편)가 검토된다. 끝으로(제27-31편) 9세기 말경까지의 군주제 생성사(生成史)가 봉건법(封建法)과의 관계에서 추구된다.
이상의 구성에서 엿볼 수 있듯이 본서의 중심 문제는 군주제나 공화제가 전제(專制)로 변질하는 것을 방지하여 정치적 자유를 실현하는 점에 있다. 그럴 경우 어떤 정체의 다른 정체로의 변질이나 그 쇠퇴의 원인이 정체의 본성(本性)과 원리와의 모순에 의해서 설명되고 있다. 그러나 근세 유럽에서 가장 적합한 정체로서는 군주제가 고려되었고, 그것이 전제에 빠지지 않게 하기 위한 제도적 보장으로서 소위 '3권분립'이란 주장이 제시되고 있다(제2편 제6장 '영국의 헌제(憲制)에 대해서'). 그러나 그 대목을 주의해서 읽으면, 행정권은 거부권을 가지고 입법권을 제약하며, 입법권도 행정권에 대해서 어느 정도 감시(監視)의 권리를 가지며, 입법권은 특정의 경우 사법권을 제약할 수 있게 되어 있다. 즉 3권의 분립은 완전하지 않고, 오히려 상호견제이다. 더욱이 행정권은 군주에, 입법권은 귀족에게, 사법권은 인민에게 부여되는 것이기 때문에 '3권분립'이라고 불리는 것은 사실 3가지 정치 세력의 상호제약이다. 이 상호제약 중에서 국민의 비중은 상대적으로 낮다. "군주 없이 귀족 없고, 귀족 없이 군주 없다"고 말한 바와 같이 군주의 권력이 지나치게 커지는 것을 방지하는 주요한 역할을 담당하는 것은 귀족계급이다.
일례로 그는 군주제는 로마 가톨릭이 지배하는 나라에서 보다 잘 운영되고, 공화제는 프로테스탄트가 지배적인 나라에서 보다 잘 운영된다고 주장했다.  그는 가급적으로 독재를 막기 위해서는 힘의 균형이 중요한 데, 이런 제도적 장치를 위해서 힘이 한 곳에 집중되지 않고 분리되도록 법적인 장치를 마련하는 것이 중요하다고 주장했다.  그는 혁명가도 아니었고, 자신 스스로는 헌법주의적 군주제를 원했다.  그의 접근방법은 물질주의적이고 세속적인 방향이었으며 그의 신론은 보다 비인격적이었다.

## 다양한 반응과 영향
- 긍정적 반응:  러시아왕좌의 예카테리나 대제도 이 책을 읽었다. 영국에서는 극찬을 받았다. 미국건국 아버지인 토머스 제퍼슨은 이 책의 주석을 번역하였다.
- 부정적 반응: 프랑스의 루이 14세로부터 금서로 지정되었다.(1718년 루이 14세 사망, 1748년 법의 정신 출판)
- 미국의 헌법에 성경을 제외하고 가장 큰 영향을 준 책이다.[3]

## 같이 보기
- 몽테스키외
- 정체순환론
- 폴리비오스